# Distretto di Ban Muang
Il distretto di Ban Muang (in thailandese: บ้านม่วง) è un distretto (amphoe) della Thailandia, situato nella provincia di Sakon Nakhon.